# Мидорж, Клод
Клод Мидорж (Claude Mydorge, 1585—1647) — французский геометр.

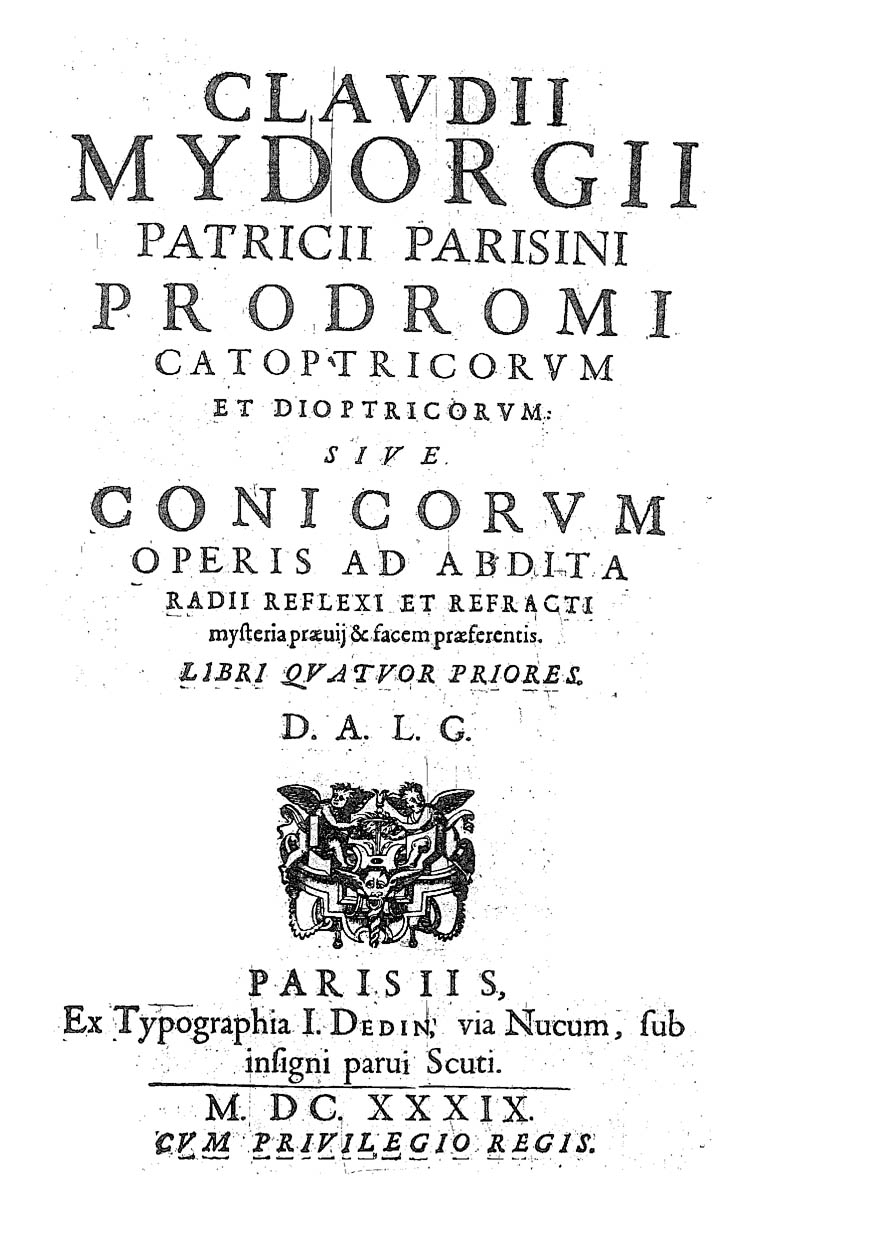
Prodromi catoptricorum et dioptricorum sive Conicorum operis ad abdita radii reflexi et refracti mysteria praevij et facem praeferentis, 1639

Состоя на государственной службе по судебному ведомству, Мидорж с увлечением занимался математикой. Он, как говорят, истратил 100000 экю на попытки фабрикации описанных его другом Декартом эллиптических и гиперболических стекол.
Главным предметом занятий Мидоржа была геометрия, в среде деятелей которой он скоро занял место наряду с такими знаменитостями эпохи, как Жерар Дезарг и Этьен Паскаль. Этим положением он был обязан главным образом своему сочинению о конических сечениях, первые 2 книги которого появились в 1631 г., а 2 следующие — в 1639 г. Позднее оно вышло вторым изданием. Между находящимися в нем новыми предложениями встречаются, например, такие, как во II-й книге теорема о том, что удлинение в данном отношении радиусов, проведенных из какой-нибудь точки плоскости конического сечения ко всем точкам последнего, имеет своим результатом образование из концов удлиненных радиусов нового конического сечения, подобного данному; или как в III-й книге разрешенная в 39, 40 и 41 предложениях задача о наложении данного конического сечения на данный конус. Продолжение этого сочинения, написанное автором также в 4 книгах, к большой потере для науки было утрачено до поступления в печать. Мидорж составил также собрание более 1000 геометрических задач с решениями, которое в настоящее время хранится в рукописи в парижской академии наук. В 1882 г. оно издано в свет, в количестве 1002 задач, Шарлем Анри, но с опущением большинства данных автором решений и в числе их всех обладающих большим историческим интересом, например таких, которые содержат построения, относящиеся или к преобразованию одних многоугольников в другие, или к квадратурам точно квадрируемых криволинейных фигур.
Из других сочинений Мидоржа сохранились «Examen du livre des récréations mathématiques et de ses problèmes» (П., 1630) и «Prodromus catoptricorum et dioptricorum» (П., 1631). Первое посвящено разбору сочинения иезуита Жана Лерешона (Leurechon), которое между современниками было весьма распространено.